# Laurenzana
Laurenzana község (comune) Olaszország Basilicata régiójában, Potenza megyében.

## Fekvése
A megye központi részén fekszik. Határai: Anzi, Calvello, Castelmezzano, Corleto Perticara, Pietrapertosa és Viggiano

## Története
A települést a 12. században a normannok alapították. Ekkor épült meg a vára is, amelynek fontos stratégiai szerepe volt a vidék védelmében. A következő századokban nemesi birtok volt. A 19. század elején, amikor a Nápolyi Királyságban felszámolták a feudalizmust, önálló község lett.

## Népessége
A népesség számának alakulása:

## Főbb látnivalói
- San Giorgio-templom (1726)
- Beata Vergine del Carmine-szentély
- Potentissima Coronata-templom
- Santa Maria Assunta-templom